# Geschützter Landschaftsbestandteil Feuchtwiese Buntebach

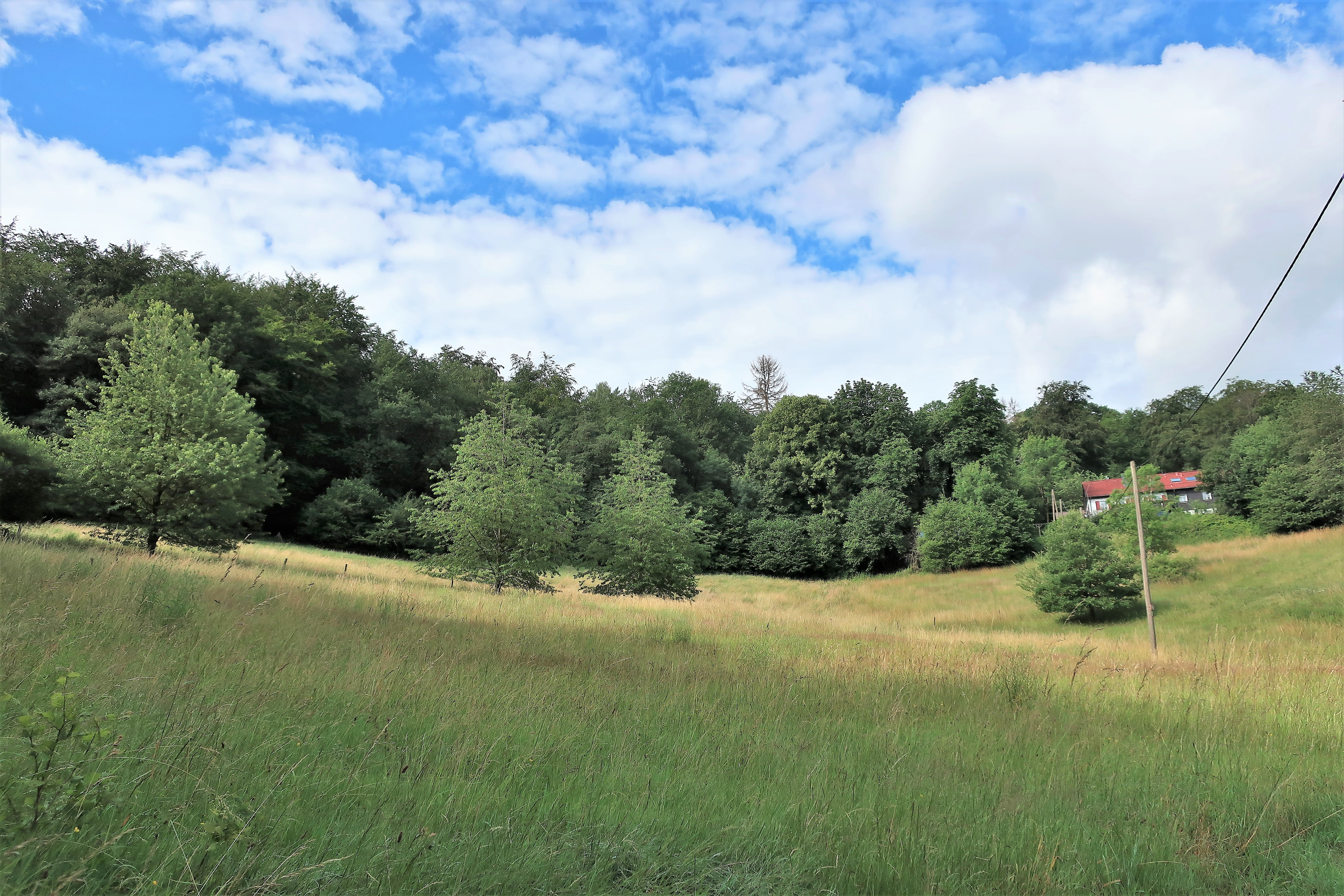
Geschützter Landschaftsbestandteil Feuchtwiese Buntebach

Der Geschützte Landschaftsbestandteil Feuchtwiese Buntebach mit einer Flächengröße von 0,67 ha liegt auf dem Gebiet der kreisfreien Stadt Hagen in Nordrhein-Westfalen. Der LB wurde 1994 mit dem Landschaftsplan der Stadt Hagen vom Stadtrat von Hagen ausgewiesen.

## Beschreibung
Beschreibung im Landschaftsplan: „Der Landschaftsbestandteil erstreckt sich südlich der Buntebachstraße am Goldberg. Es handelt sich um eine quellige Hangwiese.“

## Schutzzweck
Laut Landschaftsplan erfolgte die Ausweisung „zur Sicherung der Leistungsfähigkeit des Naturhaushalts durch Erhalt eines Lebensraumes für die charakteristischen Pflanzen- und Tiergemeinschaften des Feuchtgrünlandes, zur Belebung des Landschaftsbildes durch Sicherung der Vielfalt an Landschaftselementen, insbesondere extensiv bewirtschafteter Nutzflächen und zur Abwehr schädlicher Einwirkungen auf das Feuchtgrünland durch Minderung der Nährstoffzufuhr.“